# Chiesa del Corpus Domini (Rapolano Terme)
La chiesa del Corpus Domini (più propriamente chiesa della Compagnia del Corpus Domini; nota anche come chiesa della Fraternita) è un edificio sacro che si trova a Rapolano Terme.

## Descrizione
La facciata è piana con semplice portale in travertino e finestra a lunetta. Sulla parete destra, un affresco cinquecentesco riferibile alla bottega di Girolamo di Benvenuto, con la Madonna col Bambino e i Santi Giovanni Battista e Girolamo. Sulla stessa parete è stata murata una cornice in pietra serena di gusto rinascimentale che accoglieva un rilievo della Madonna col Bambino, scomparso da tempo. L'altare maggiore in stucco ospita l'Ultima Cena, copia settecentesca di un dipinto di Peter Paul Rubens. Di rilievo è l'altare seicentesco, ornato ai lati da due statue in stucco, la Vergine e l'Angelo annunciante, e al centro la Madonna del Rosario di Francesco Bartalini; in basso corrono i Quindici misteri del Rosario, dipinti su tavola dallo stesso artista.